# Bonner Mosquera
Bonner Ahmed Mosquera (* 2. Dezember 1970 in Condoto, Departamento del Chocó) ist ein ehemaliger kolumbianischer Fußballspieler und -trainer. Der Mittelfeldspieler spielte den Großteil seiner Karriere bei den Millonarios und kam zehn Mal für die Kolumbianische Fußballnationalmannschaft zum Einsatz.

## Karriere

### Verein
Von 1991 bis 2006 absolvierte Mosquera insgesamt 524 Pflichtspiele für den Hauptstadtklub Millonarios FC – mehr als jeder andere Spieler in der Vereinsgeschichte. Er war als vielseitiger Spieler sowohl in der Innenverteidigung als auch im defensiven Mittelfeld einsetzbar. In einer sportlich schwierigen Phase prägte er das Bild des Vereins durch seine Kontinuität und Identifikation mit dem Klub. 2001 wechselte er für eine Saison nach Uruguay zum Defensor Sporting Club, kehrte jedoch 2002 zu den Millonarios zurück, wo er 2006 seine aktive Laufbahn beendete.

### Nationalmannschaft
Zwischen 1995 und 2000 kam Mosquera in zehn Länderspielen für die Kolumbianische Fußballnationalmannschaft zum Einsatz, blieb dabei jedoch ohne Torerfolg. Er nahm an der Copa América 1995 teil, kam dort jedoch nicht zum Einsatz. Beim CONCACAF Gold Cup 2000 bestritt er vier Turnierspiele und wurde mit den Cafeteros Turnierzweiter.

### Trainer
Nach seiner aktiven Karriere war Mosquera weiterhin bei den Millonarios aktiv. 2010 übernahm er für kurze Zeit interimsweise das Traineramt beim Hauptstadtklub. Zudem arbeitete er im Anschluss in verschiedenen Funktionen im Nachwuchsbereich und als Assistenztrainer bei Millonarios.